# Vila Landhaus
Vila Landhaus, česky Zemský dům je neobarokní budova stojící v ulici Pod Doubravkou v Teplicích. 

## Historie
Vila byla postavena zřejmě v druhé polovině 19. století, neboť v 80. letech téhož století si ji pronajímala nizozemská královna.
V roce 1902 byla kompletně přestavěna významným teplickým architektem Reinholdem Blaschkem starším v neobarokním stylu. Jeho pozdní díla se vyznačovala až velmi nestřídmou dekorativitou, nejinak je tomu u vily Landhaus.
Východní průčelí jednopatrové budovy s půdorysem do písmene U je členěn rizalitem, který nad korunní římsou přechází ve vížku s cibulí, uliční průčelí je souměrné se vchodem, nad nímž se nachází balkon.
Mezi lety 1939-1945 v budově bydlel významný německý muzikolog Walther Hensel. V 90. letech 20. století v budově sídlilo mj. teplické Salesiánské středisko mládeže.
Vila je součástí městské památkové zóny, která byla prohlášena v roce 1992.

## Galerie

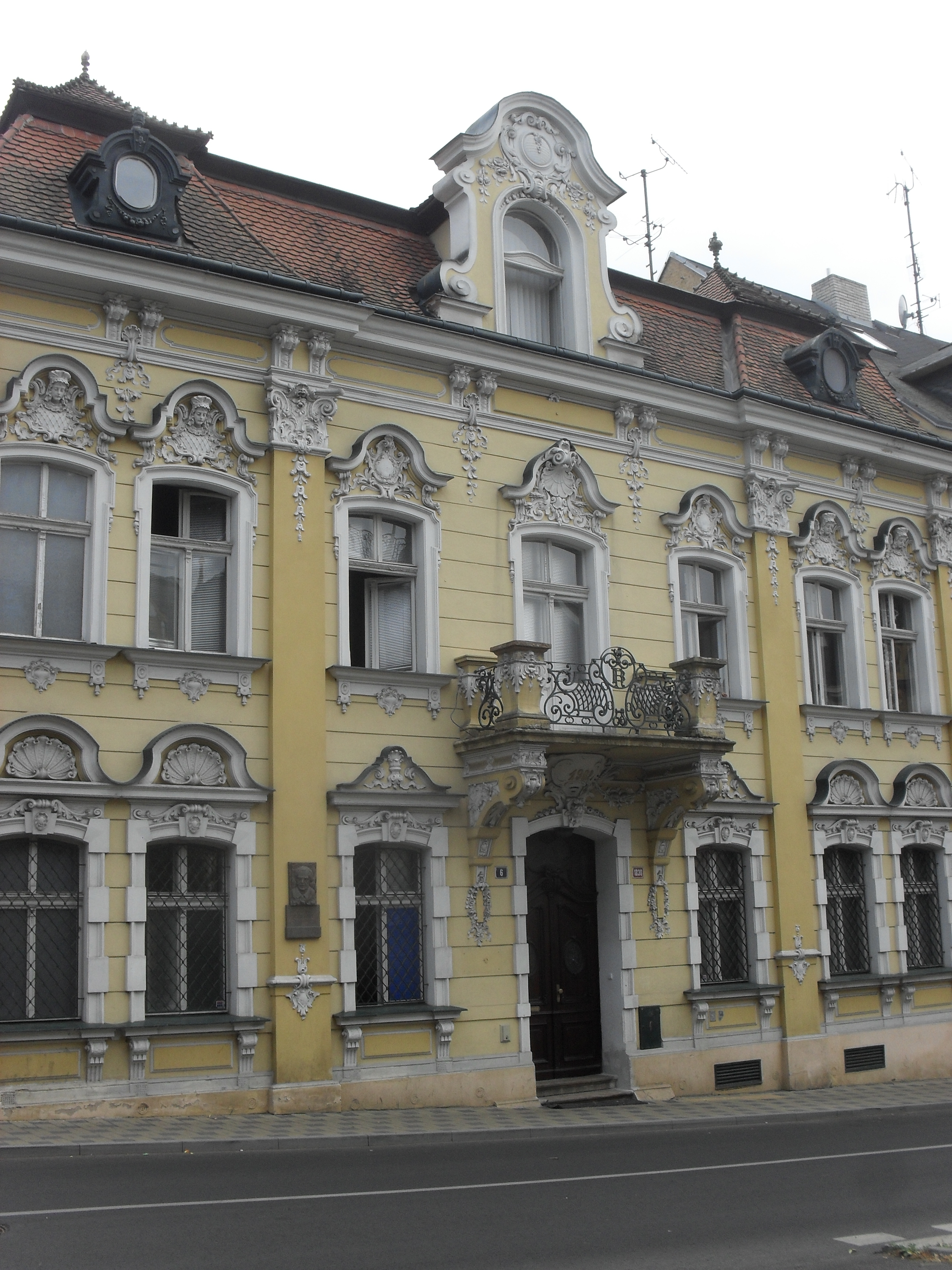
Uliční průčelí budovy.
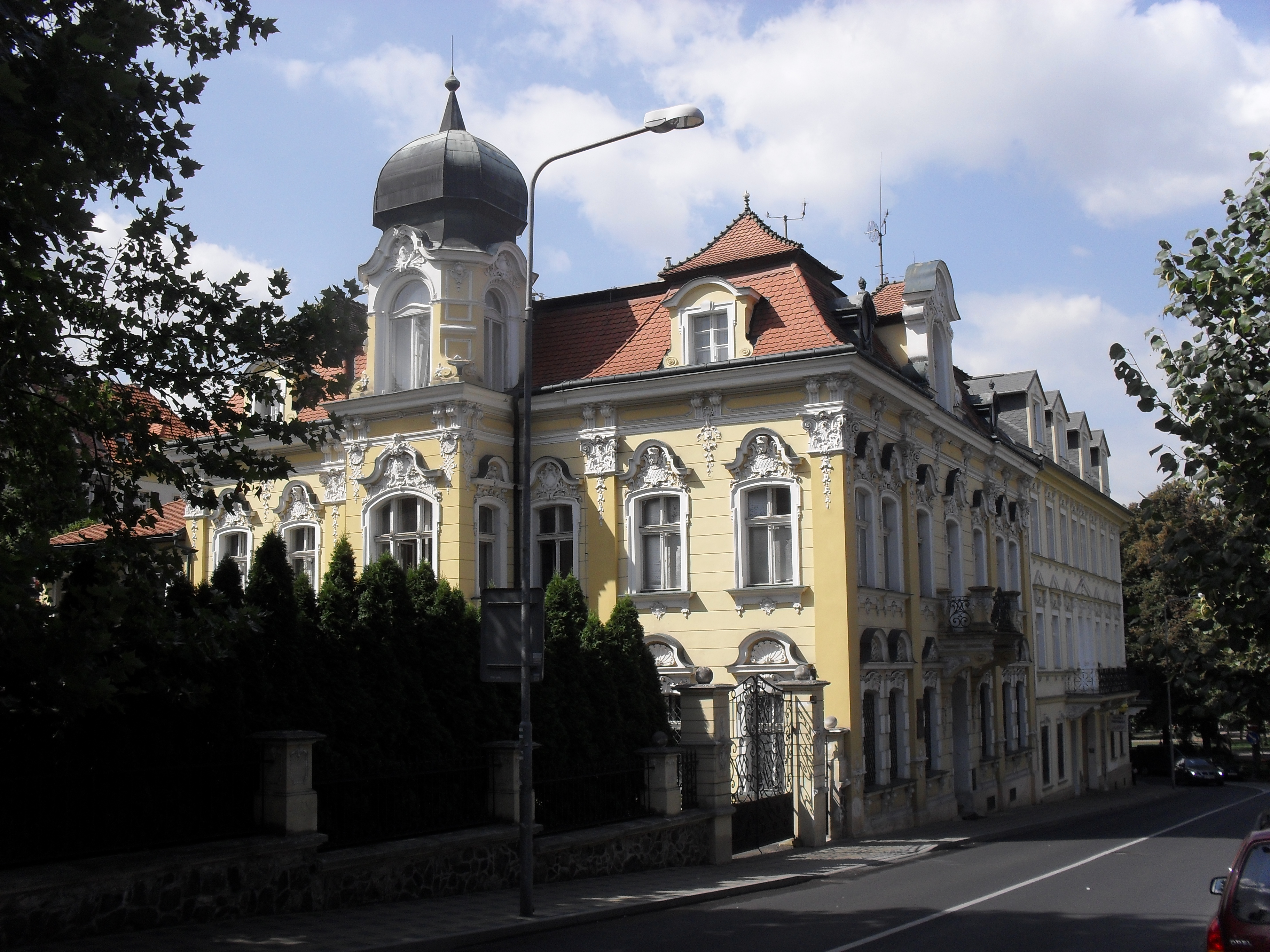
Boční průčelí budovy s rizalitem a vížkou.
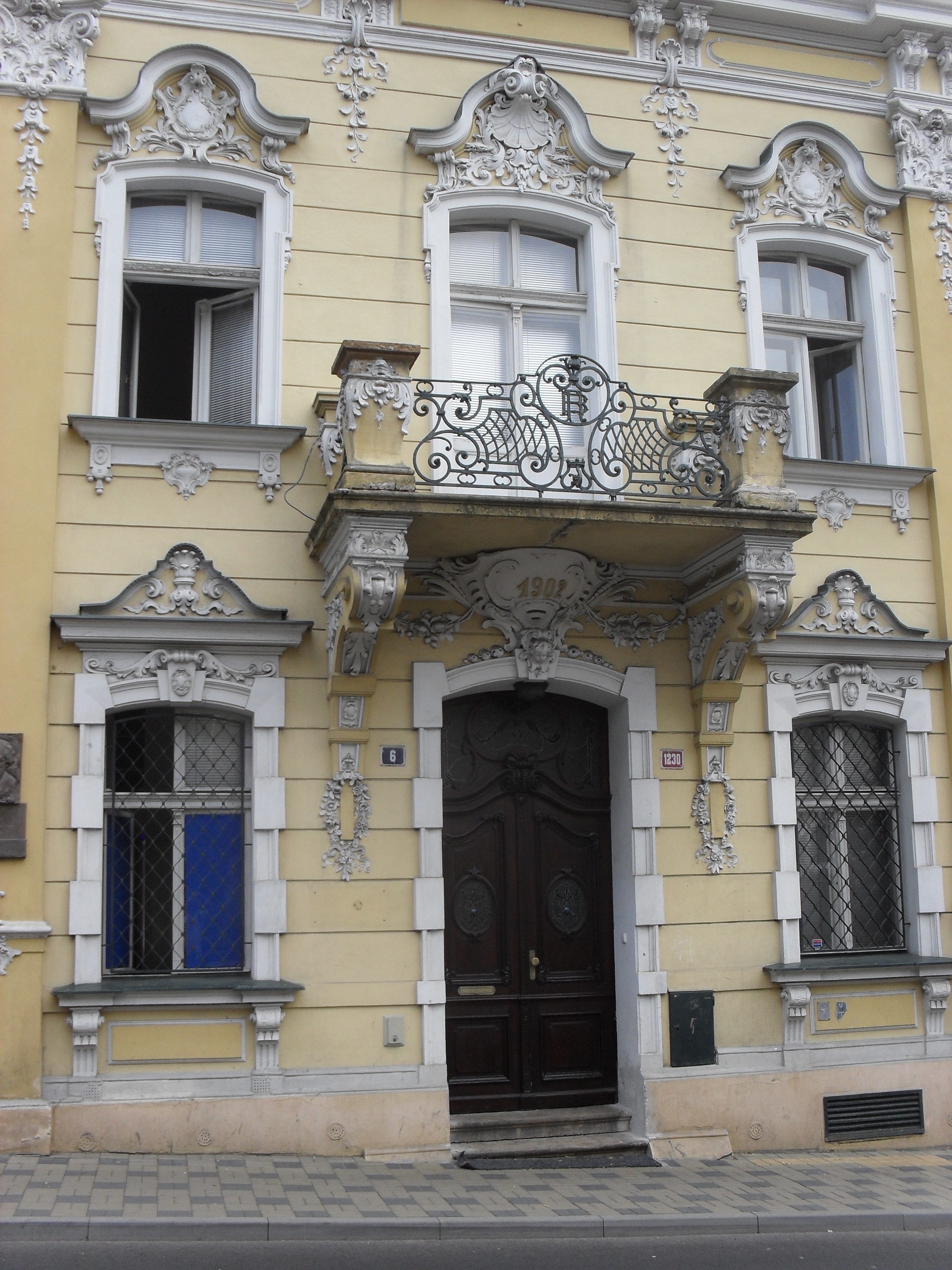
Portál budovy s balkonem.
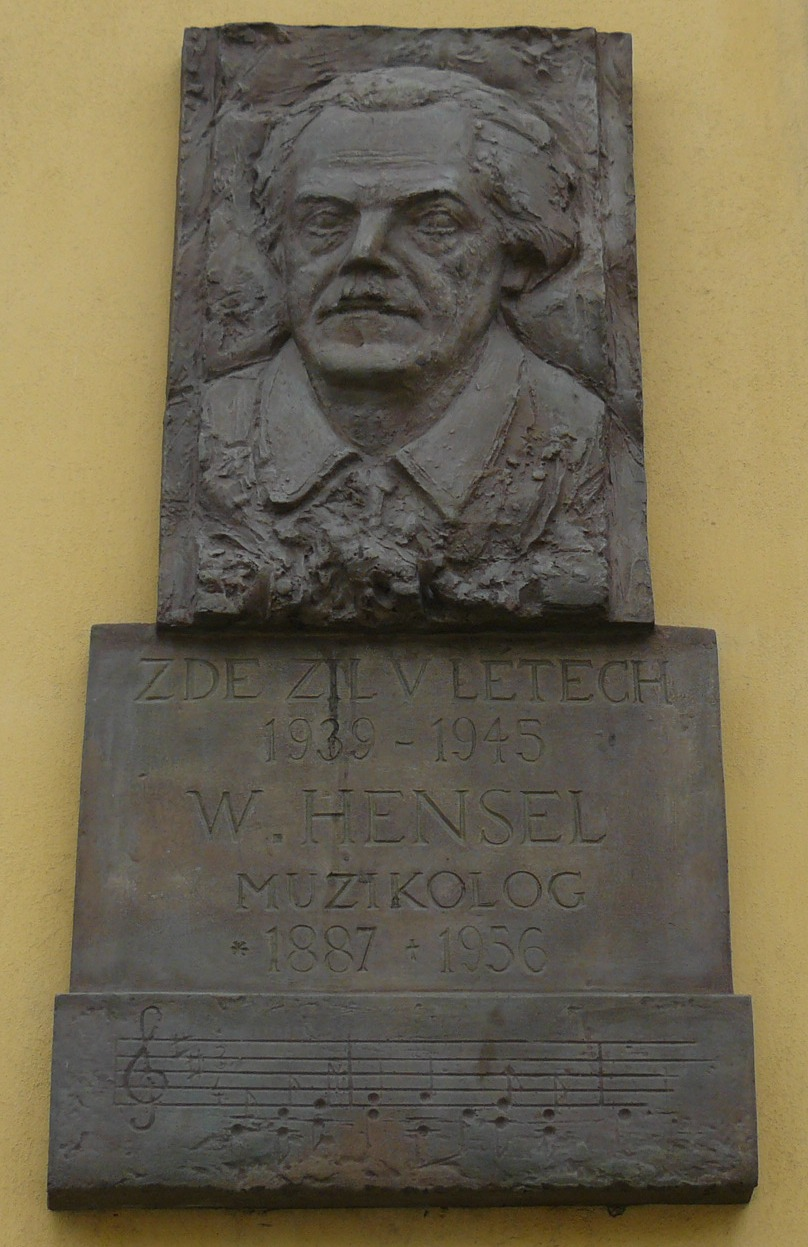
Památník Waltheru Henselovi vedle vchodu do vily.
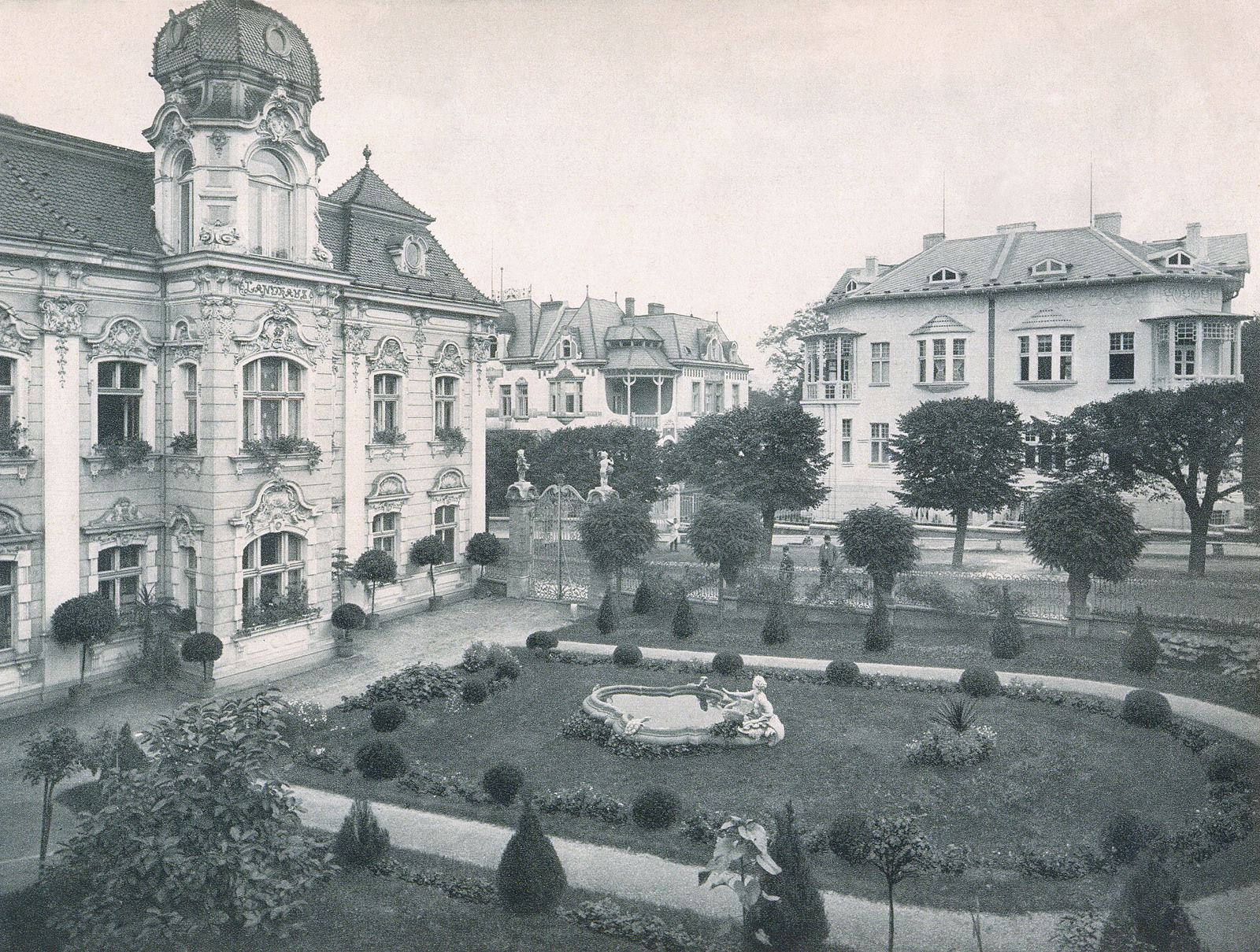
Historická fotografie budovy se zahradou